# Speckter
Speckter ist der Name einer Hamburger Künstlerfamilie. Der Stammvater Johannes Michael Speckter (1764–1845) war Kaufmann und Lithograf. Seine Söhne Erwin Speckter (1806–1835), Otto Speckter (1807–1871) sowie der Enkel Hans Speckter (1848–1888) waren Maler.
Hans Speckter (1901–1967), Architekt und Ingenieur, war der Urenkel des Lithografen Johannes Michael Speckter und Enkel dessen vierten Kindes Otto. Otto Speckters Sohn Erwin (1853–1917) war das vierte von sieben seiner Kinder und der Vater von Hans Speckter.